# Swiataia-Jekaterina-Klasse
Die Swiataia-Jekaterina-Klasse war eine Klasse von drei 64-Kanonen-Linienschiffen der Baltischen Flotte der Kaiserlich Russischen Marine, die zwischen 1713 und 1736 in Dienst stand.

## Allgemeines
Die Klasse wurde von dem britischen Schiffbauingenieur Richard Brown entworfen und auf der Admiralitätswerft in Sankt Petersburg zwischen 1711 und 1714 gebaut. Sie waren der Prototyp der 66-Kanonen-Schiffe der Kaiserlich Russischen Marine. Dieser Schiffstyp war neben dem 54-Kanonen-Schiff einer der russischen Standardlinienschifftypen des großteils des 18. Jahrhunderts, von welchem zwischen 1713 und 1779 72 Einheiten gebaut wurden.

## Einheiten
| Name                                                             | Bauwerft                            | Kiellegung                        | Stapellauf                               | Verbleib                                                                                                 |
| ---------------------------------------------------------------- | ----------------------------------- | --------------------------------- | ---------------------------------------- | --- |
| Swiataia Jekaterina (Святая Екатерина) Wyborg (Выборг) [ab 1721] | Admiralitätswerft, Sankt Petersburg | 29. Junijul. / 10. Juli 1711greg. | 8. Oktoberjul. / 19. Oktober 1713greg.   | Ab 1727 Nutzung als Prahm, letzte Nennung 1729                                                           |
| Schlüsselburg (Шлиссельбург)                                     | Admiralitätswerft, Sankt Petersburg | 29. Junijul. / 10. Juli 1712greg. | 28. Septemberjul. / 9. Oktober 1714greg. | Außerdienststellung 1736, Streichung aus Flottenliste 1740                                               |
| Narwa (Нарва)                                                    | Admiralitätswerft, Sankt Petersburg | 20. Märzjul. / 31. März 1712greg. | 26. Oktoberjul. / 6. November 1714greg.  | Am 27. Junijul. / 8. Juli 1715greg. nach Blitzschlag vor Kronstadt explodiert, 400 Tote und 15 Verletzte |

## Technische Beschreibung
Die Klasse war als Batterieschiff mit zwei durchgehenden Geschützdecks konzipiert und hatte eine Länge von 42,2 Metern (Geschützdeck), eine Breite von 12,5 Metern und einen Tiefgang von 5,2 Metern. Sie war ein Rahsegler mit drei Masten (Fockmast, Großmast und Kreuzmast). Auf der Spitze des Bugspriets war zudem noch eine Mars und ein weiterer kleiner Mast, der Sprietmast angebracht, an dem ebenfalls noch ein kleines Rahsegel gesetzt werden konnte. Der Rumpf schloss im Heckbereich mit einem Heckspiegel, in den Galerien integriert waren, die in die seitlich angebrachten Seitengalerien mündeten.
Die Besatzung hatte eine Stärke von 456 Mann (Offiziere und Unteroffiziere bzw. Mannschaften). Die Bewaffnung der Klasse bestand bei Indienststellung aus 64 Kanonen, wobei sich die Anzahl von diesen und das Kaliber im Laufe ihrer Dienstzeit veränderten.
|                      | Unteres Batteriedeck | Oberes Batteriedeck | Backdeck       | Achterdeck     | Kanonen (Geschossgewicht) |
| -------------------- | -------------------- | ------------------- | -------------- | -------------- | ------------------------- |
| Design               | 26 × 24-Pfünder      | 26 × 12-Pfünder     | 12 × 6-Pfünder | 12 × 6-Pfünder | 64 Kanonen (249,18 kg)    |
| 1722 (Wyborg)        | 26 × 18-Pfünder      | 26 × 8-Pfünder      | 12 × 4-Pfünder | 12 × 4-Pfünder | 64 Kanonen                |
| 1734 (Schlüsselburg) | 26 × 24-Pfünder      | 24 × 12-Pfünder     | 16 × 4-Pfünder | 16 × 4-Pfünder | 66 Kanonen (249,18 kg)    |